# ديانا وين جونز
ديانا وين جونز (بالإنجليزية: Diana Wynne Jones)‏ (مواليد 16 أغسطس 1934 - الوفاة 26 مارس 2011) كاتبة بريطانية لقصص الأطفال الخيالية

## وصلات خارجية
- ديانا وين جونز على موقع IMDb (الإنجليزية)
- ديانا وين جونز على موقع الموسوعة البريطانية (الإنجليزية)
- ديانا وين جونز على موقع قاعدة بيانات الفيلم (الإنجليزية)

- ديانا وين جونز  على قاعدة بيانات الخيال التأملي على الإنترنت